# Georg Decker
Georg Decker (Peste, 7 de dezembro de 1818 — Viena, 13 de fevereiro de 1894) foi um pintor e litógrafo austríaco.

## Galeria

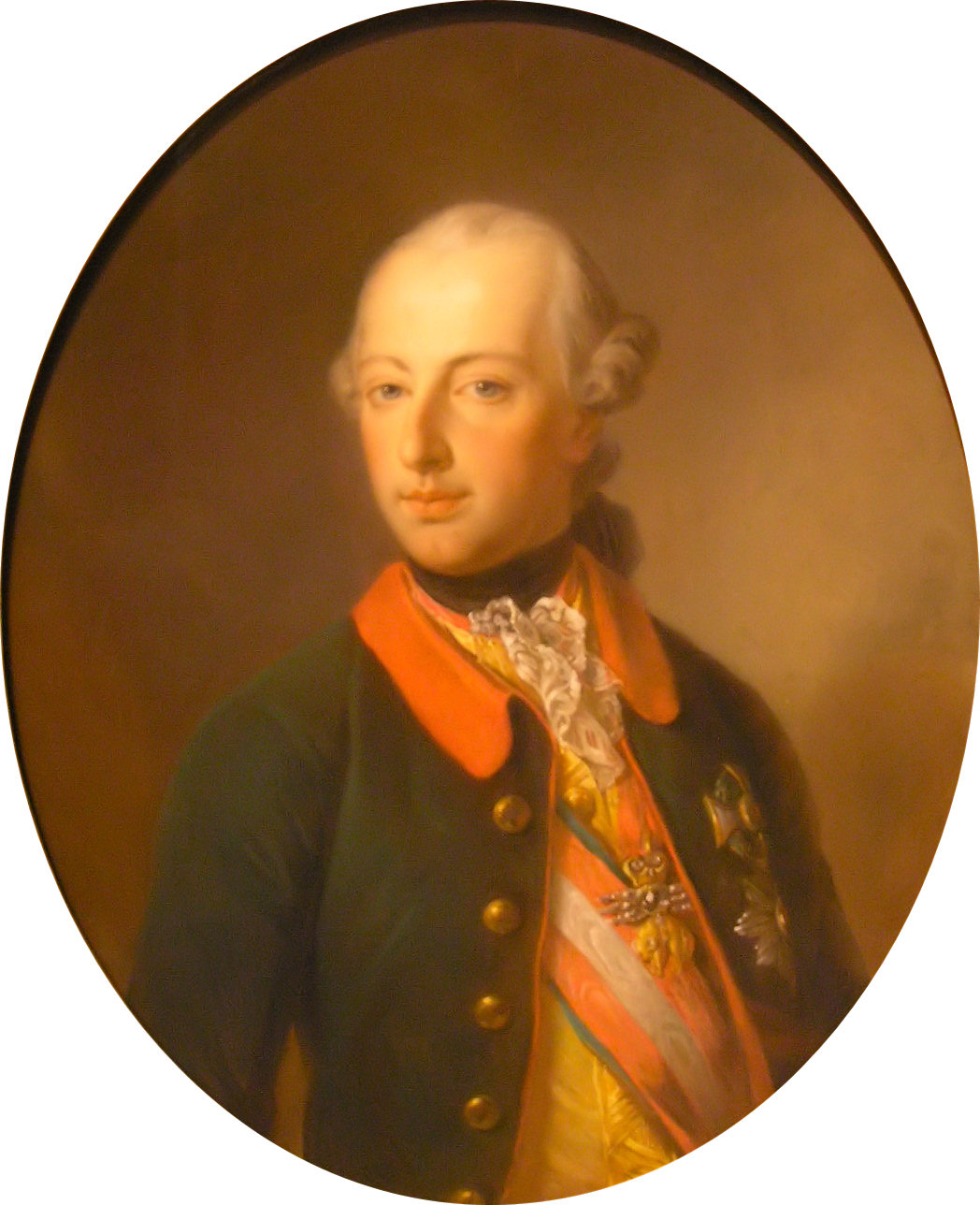
Imperador José II.
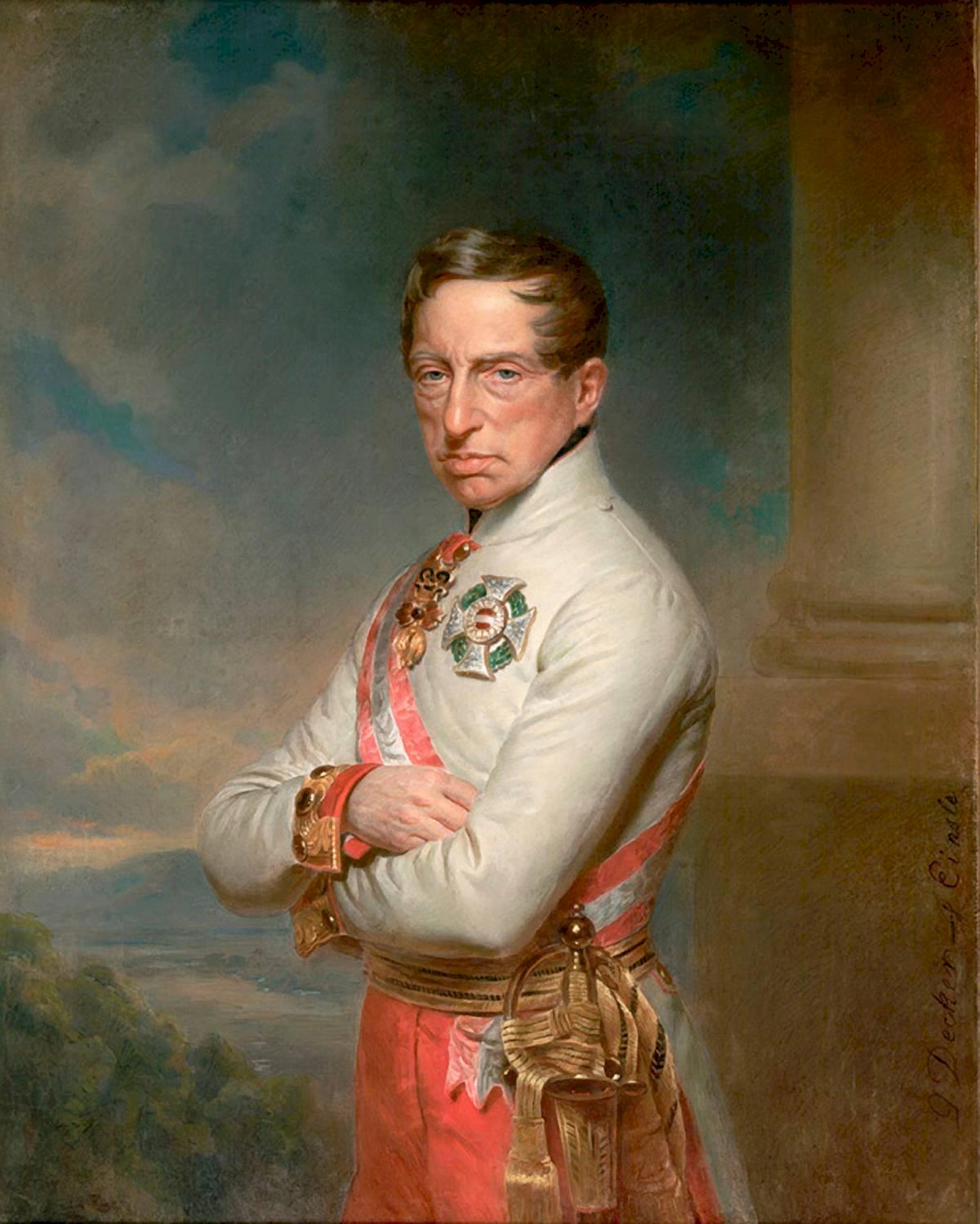
Arquiduque Carlos da Áustria.
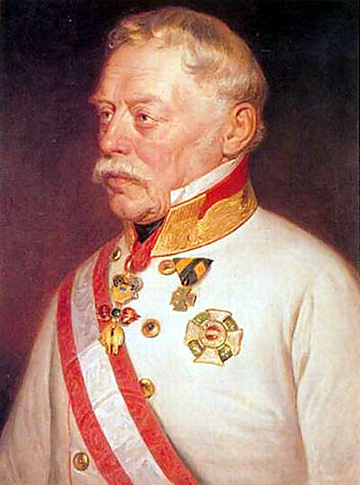
Marechal-de-campo Josef Wenzel Radetzky von Radetz.